# 二氯甲烷
二氯甲烷（分子式：CH
2Cl
2）是低沸点无色液体，是重要的有机溶剂，广泛用于医药、塑料及胶片等工业。

## 物化性質
無色透明易揮發液體。具有类似醚的刺激性气味。溶于约50倍的水，溶于酚、醛、酮、冰醋酸(乙酸)、磷酸三乙酯、乙酰乙酸乙酯、環己胺。与其他氯代烃溶剂、乙醇、乙醚和N，N-二甲基甲酰胺可以任何比例互溶。相對密度1.3266(20/4°C)。熔點-95.1°C。沸點40°C。自燃點640°C。黏度（20°C）0.43mPa·s。折射率nD(20°C)1.4244。臨界溫度237°C，臨界壓力6.0795MPa。熱解後產生HCl和痕量的光氣。與水長期加热，生成甲醛和HCl。进一步氯化，可得CHCl3和CCl4。

## 工业制备
一般通过甲烷的氯化来合成。甲烷氯化得到包括四种氯甲烷在内的混合物，不过由于各自沸点相差较大，可以通过普通的分馏技术来分离提纯。

## 用途
- 溶剂

溶剂是二氯甲烷的最主要用途。二氯甲烷具有广谱的溶解力、低沸点以及相对而言最低的毒性和相对而言最好的反应惰性，使其成为有机合成中使用频率位居第一的有机溶剂。作为溶剂其地位几乎跟无机盐化学中的水相当。
- 有机合成原料

二氯甲烷因为立体电子效应而显惰性，通常不参与化学反应。但在一定条件下也可以参与反应。工业上曾经发生过残留二氯甲烷与叠氮化钠在N,N-二甲基甲酰胺里发生反应，生成二叠氮甲烷导致工厂爆炸的事故。
- 降低咖啡因含量

將生咖啡豆以高壓水蒸氣處理後，調整含水量，再浸泡於二氯甲烷之中以將咖啡豆裡面的咖啡因萃取出來。處理過後的咖啡豆再經高溫烘豆可將二氯甲烷揮發，以製作出低咖啡因咖啡豆。

## 危险性

### 毒性防护
二氯甲烷毒性较大，但中毒後甦醒较快，故也有用作麻醉劑。對皮膚及黏膜有刺激性。主要通過呼吸或腸道吸收，迅速進入血液，代謝產生一氧化碳或二氧化碳。

成年大鼠经口半数致死量为1.6-2.0g/kg。空气中最高容许浓度0.0005。操作时应戴防毒面具，发现中毒后立即脱离现场，对症治疗。
被含有二氯甲烷的针头扎伤时应立刻就医。

### 毒性
二氯甲烷對人體的傷害主要體現在神經系統，和使人體一氧化碳中毒。

平均戶外二氯甲烷含量大多低於5μm/m3。但若在短期暴露在濃度高於1050mg/m3(300ppm)的二氯甲烷，會導致行為及反應緩慢，不會持續。